# Animal Collective
Animal Collective — американський музичний колектив, що виконує експериментальну попмузику. Сформований у місті Балтимор (штат Меріленд) у 2003 році. Постійними учасниками гурту є Avey Tare (Девід Портнер), Panda Bear (Ной Леннокс), Deakin (Джош Дібб) та Geologist (Брайан Вайц). За час існування гурту музиканти працювали у багатьох жанрах, серед яких можна виділити фрік-фолк, нойз-рок, дроун та психоделію.
Учасники гурту познайомилися під час навчання у школі та почали записувати музику разом, експериментуючи з різноманітними способами звукозапису. Спочатку у процесі запису альбомів брали участь лише дует Леннокс-Портнер, але починаючи з Here Comes the Indian (2003) Animal Collective перетворився на квартет (при цьому Дібб взяв участь у записі лише чотирьох альбомів гурту). У 1999 році колектив заснував власний звукозаписувальний лейбл під назвою Paw Tracks, на якому і вийшла їхня дебютна платівка — Spirit They're Gone, Spirit They've Vanished (2000). Найплодовитішим для Animal Collective виявився 2009 рік, коли вони записали свій найбільш комерційно успішний альбом — Merriweather Post Pavilion, який провідні критики визнали одним з найкращих записів десятиліття.

## Учасники
Постійні:
- Avey Tare (Девід Портнер) — вокал, гітара, синтезатор, секвенсер, клавішні, ударні, автоарфа
- Panda Bear (Ноа Леннокс) — вокал, ударні, семплер, синтезатор, гітара
- Deakin (Джош Дібб) — гітара, синтезатор, вокал, ударні, секвенсер, семплер, бас-гітара
- Geologist (Брайан Вайц) — звук, семплер, вокал, синтезатор, клавішні, ударні

Концертні:
- Джеремі Хайман — ударні (з 2016)

## Дискографія

### Студійні альбоми
- Spirit They're Gone, Spirit They've Vanished (2000) (Avey Tare та Panda Bear)
- Danse Manatee (2001) (Avey Tare, Panda Bear та Geologist)
- Campfire Songs (2003) (Campfire Songs)
- Here Comes the Indian (2003)
- Sung Tongs (2004)
- Feels (2005)
- Strawberry Jam (2007)
- Merriweather Post Pavilion (2009)
- Centipede Hz (2012)
- Painting With (2016)
- Time Skiffs (2022)
- Isn't It Now? (2023)

### Міні-альбоми
- Prospect Hummer (2005) (спільно з Вашті Баньян)
- People (2006)
- Water Curses (2008)
- Fall Be Kind (2009)
- Keep + Animal Collective (2011)
- Transverse Temporal Gyrus (2012)
- Monkey Been to Burn Town (2013)
- The Painters (2017)
- Meeting of the Waters (2017)
- Bridge to Quiet (2020)

### Концертні альбоми
- Hollinndagain (2002) (Avey Tare, Panda Bear та Geologist)
- Animal Crack Box (2009)
- Live at 9:30 (2015)
- Ballet Slippers (2019)
- 2 Nights (2020)
- Live at Music Box Village (2021)

### Візуальні альбоми
- ODDSAC (2010)
- Tangerine Reef (2018)